# 葉室長光
葉室長光（はむろ ながみつ、延慶3年（1310年） - 貞治4年（1365年）閏9月7日）は、鎌倉時代後期から南北朝時代にかけての公卿。

## 官歴
- 正和3年（1314年）：従五位上
- 正和4年（1315年）：正五位下
- 元応3年（1321年）：治部少輔
- 元亨4年（1324年）：左衛門権佐、防鴨河使、中宮権大進
- 正中2年（1325年）：蔵人
- 嘉暦元年（1326年）：右少弁、加賀守
- 嘉暦2年（1327年）：中宮大進
- 嘉暦3年（1328年）：正五位上
- 嘉暦4年（1329年）：権右中弁、従四位下
- 元徳2年（1330年）：従四位上、右中弁、修理右宮城使
- 元徳3年（1331年）：正四位上、中宮亮、蔵人頭、右兵衛督、左大弁
- 元弘2年（1332年）：左兵衛督、参議
- 建武2年（1335年）：従三位、周防権守
- 建武5年（1338年）：正三位
- 暦応2年（1339年）：備中権守
- 暦応3年（1340年）：権中納言
- 貞和2年（1346年）：従二位
- 貞和6年（1350年）：正二位
- 文和3年 （1354年）：権大納言

## 系譜
- 父：葉室長隆
- 弟：葉室長顕
- 弟：葉室長藤
- 子：葉室長宗